# Maytenus boaria
Maytenus boaria Molina, 1782 è una pianta sempreverde della famiglia delle Celastracee, nativa del Sud America.

## Descrizione
Presenta un tronco eretto alto sino 20 m, con un diametro sino a 80 cm.

## Distribuzione e habitat
Cresce spontaneamente in Bolivia, Brasile meridionale, Cile e Argentina.

È stata introdotta in California e Nuova Zelanda.

## Usi
- Dai semi si estrae un olio utilizzato nella preparazione di vernici.
- Il legno, molto resistente, è spesso utilizzato per la realizzazione del manico di attrezzi agricoli.
- Le foglie sono utilizzate come foraggio per il bestiame.
- In Cile è molto utilizzata come pianta ornamentale e come specie da riforestazione.